# Nikon D850
Nikon D850 — цифровий дзеркальний фотоапарат компанії Nikon, представлений 25 липня 2017 року у рамках святкування сотої річниці Nikon.

## Ключові особливості
- Повнокадровий сенсор (FX) з роздільною здатністю 45.7 МП, КМОН-сенсор зі зворотньою засвіткою (BSI)
- Зйомка відео 4K UHD із швидкістю 30p, 25p і 24p повнокадрове відео у MOV або MP4 і одночасно нестиснутий потік (HDMI 2.0).
- Новий інтерфейс focus-peaking.[1]
- Прискорена кінозйомка відео із швидкістю до 120 кадрів за секунду в якості 1080p